# Пауль Маркграф
Пауль Маркграф (нім. Paul Markgraf; 17 липня 1910, Берлін — 7 квітня 1993, Берлін) — німецький офіцер, оберлейтенант вермахту, оберст штазі і національної народної армії. Кавалер Лицарського хреста Залізного хреста.

## Біографія
З сім'ї службовців, після закінчення народної школи навчався на пекаря. З 1931 року перебував на військовій службі в піхоті. Учасник Німецько-радянської війни, командир 40-го протитанкового дивізіону 24-ї танкової дивізії. У 1943 році потрапив у радянський полон під час Сталінградської битви. Член Національного комітету «Вільна Німеччина», один із засновників Союзу німецьких офіцерів.
30 квітня 1945 року Маркграф разом з групою Вальтера Ульбріхта прибув до Німеччини. 20 травня був призначений радянським комендантом Берліна М. Е. Берзаріна на посаду начальника поліції Берліна. У 1946 році вступив в СЄПН.
26 липня 1948 року під час блокади Берліна бургомістр Фердинанд Фріденсбург відсторонив Маркграфа з посади за «тривалі антиконституційні незаконні дії, невиконання своїх встановлених законом завдань і за відмову від виконання вказівок Берлінського магістрату». У радянському секторі Берліна Маркграф звільнив всіх «некомуністичних» співробітників поліції і був відповідальним за бездіяльність поліції під час розгрому будівлі Міських зборів Берліна в районі Мітте. Як наслідок, депутати міських зборів переїхали в британський сектор, що послужило початком розділу Берліна. Маркграф відмовився вийти у відставку і за згодою радянської окупаційної влади продовжував працювати в радянському секторі Берліна. Начальником управління поліції в західних секторах Берліна став Йоганнес Штумм.
У 1949-1950 роках Маркграф навчався у військовій академії в СРСР, потім служив в казарменній народній поліції і національній народній армії.

## Нагороди
- Медаль «За вислугу років у Вермахті» 4-го класу (4 роки)
- Залізний хрест 2-го і 1-го класу
- Лицарський хрест Залізного хреста (3 січня 1943)
- Орден «За заслуги перед Вітчизною» (НДР)
  - в сріблі (1955)
  - в золоті (1970)
- Орден «Прапор праці» (1960)
- Медаль «40 років перемоги у Великій Вітчизняній війні 1941—1945 рр.» (СРСР; 1985)